# Centro especializado em reabilitação

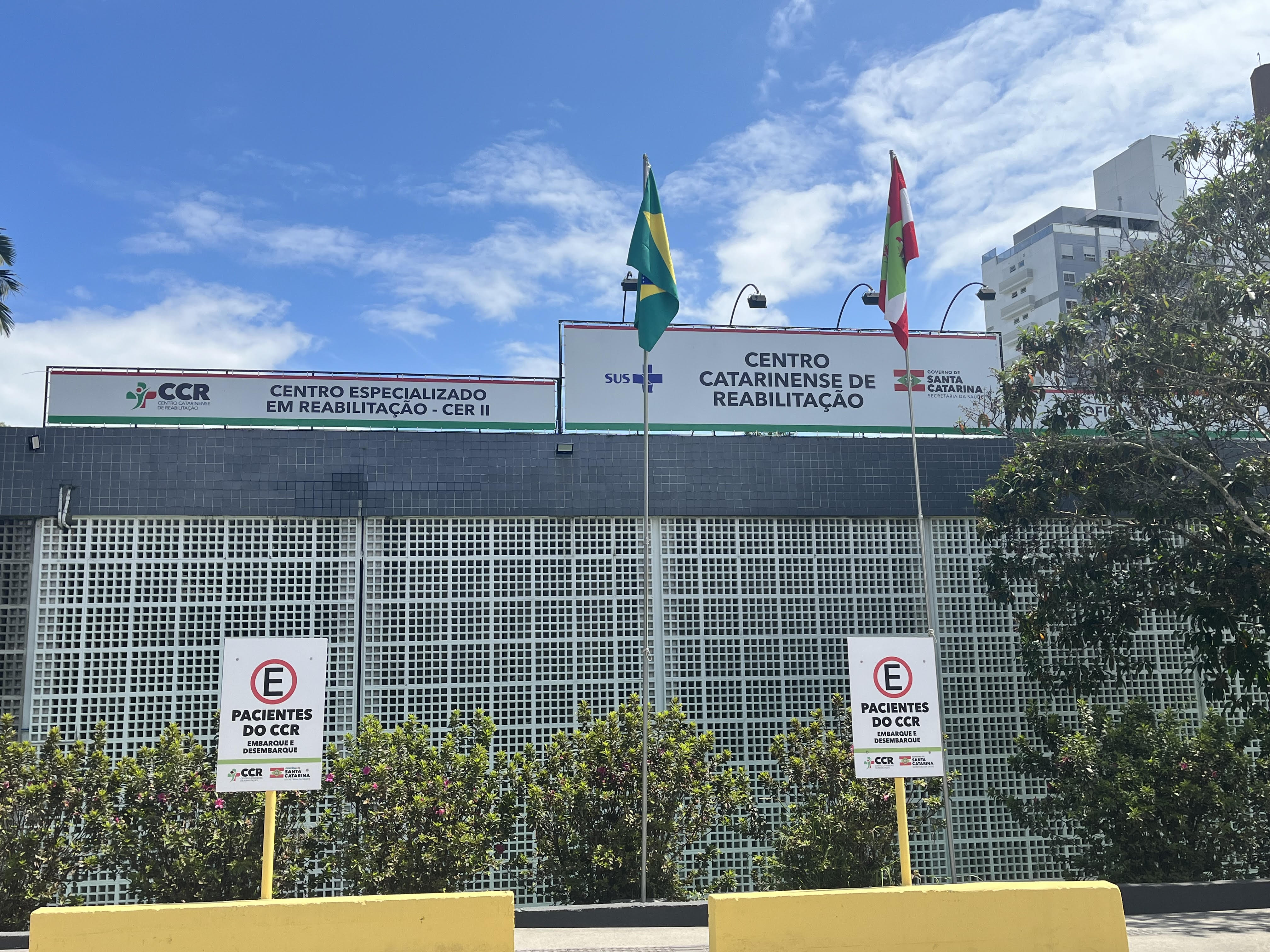
Imagem do Centro Catarinense de Reabilitação

O Centro Especializado em Reabilitação (CER) é um ponto de atendimento especializado em reabilitação, que tem como objetivo realizar diagnóstico, avaliação, orientação, estimulação precoce e atendimento especializado em reabilitação, concessão, adaptação e manutenção de tecnologia assistiva, constituindo-se em referência para a rede de atenção à saúde no território.
A Lei Brasileira de Inclusão (LBI), nº 13.146, de 06 de julho de 2015, considera a pessoa com deficiência aquela que tem impedimento de longo prazo de natureza física, mental, intelectual ou sensorial, o qual, em interação com uma ou mais barreiras, pode obstruir sua participação plena e efetiva na sociedade em igualdade de condições com as demais pessoas.

## Características
O CER foi criado a partir da necessidade de ampliar a oferta de atendimento especializado às pessoas com deficiência (física, intelectual, visual e auditiva), conforme o que é preconizado na Política Nacional de Atenção à Pessoa com Deficiência, instituída pela Portaria nº 1.060, de 5 de junho de 2002 do Ministério da Saúde e a Rede de Cuidados a Pessoas com Deficiência, implementada pelo Ministério da Saúde por meio da Portaria nº 793 de 24 de abril de 2012.
O CER pode ser caracterizado a partir de sua estrutura:
- CER II - composto por duas modalidades de reabilitação, ou seja, dois tipos de deficiências;
- CER III - composto por três modalidades de reabilitação,  ou seja, três tipos de deficiências;
- CER IV - composto por quatro modalidades de reabilitação,  ou seja, quatro tipos de deficiências.

O CER poderá realizar parcerias com instituições de ensino e pesquisa, contribuindo com o avanço e a produção de conhecimento e inovação tecnológica em reabilitação, sendo também o pólo de qualificação profissional. Além disso, devem ser estabelecidos processos de educação permanente para as equipes multiprofissionais, garantindo atualização e aprimoramento dos profissionais.
As dependências do CER devem estar de acordo com as normas regulamentadores, como as normas da ABNT para Acessibilidade a Edificações, Mobiliário, Espaço e Equipamentos Urbanos ABNT NBR9050, de 11 de outubro de 2015; da Resolução – RDC Nº 50 ANVISA, de 21 de fevereiro de 2002; Portaria nº 2.728, de 13 de novembro de 2013 e o Manual de Identidade Visual da Rede de Cuidados à Pessoa com Deficiência.

## Acesso ao CER
A entrada ao serviço se dá por meio de encaminhamento realizado junto a Unidade Básica de Saúde (UBS), a partir do momento em que o indivíduo recebe um diagnóstico. O atendimento deve acontecer no CER mais próximo da residência do usuário segundo a lógica territorial, o que exige organizar os pontos de atenção da Rede de Cuidados à Saúde da Pessoa com Deficiência em cada região de saúde, dispondo de estrutura física e funcional e de equipes multiprofissionais devidamente qualificadas e capacitadas para a prestação de assistência especializada em reabilitação para pessoas com deficiência, de modo articulado aos demais serviços da atenção básica, hospitalar e de urgência e emergência.

## Profissionais Integrantes do CER
As ações de reabilitação e/ou habilitação devem ser realizadas por equipes multiprofissionais e desenvolvidas de acordo com as necessidades de cada indivíduo e de acordo com o impacto da deficiência sobre sua funcionalidade, seguindo Classificação Internacional de Funcionalidade, Incapacidade e Saúde (CIF).
A composição da equipe multiprofissional do CER se dá a partir da sua caracterização, ou seja, em qual nível se enquadra, CER II, III ou IV. Abaixo estão os profissionais que podem compor essas equipes:
- Assistente Social
- Enfermeiro
- Fisioterapeuta
- Fonoaudiólogo
- Médicos: Otorrinolaringologista / Ortopedista / Neurologista / Psiquiatra / Oftalmologista
- Nutricionista
- Pedagogo
- Psicólogo
- Técnico em Enfermagem
- Técnico em orientação e mobilidade (serviços de reabilitação visual)[13]
- Terapeuta Ocupacional